# Мйодувко
Мйодувко (пол. Miodówko, нім. Honigswalde) — село в Польщі, у гміні Ставіґуда Ольштинського повіту Вармінсько-Мазурського воєводства.
Населення — 138 осіб (2011).
У 1975-1998 роках село належало до Ольштинського воєводства.

## Демографія
Демографічна структура станом на 31 березня 2011 року:
|          | Загалом | Допрацездатний вік | Працездатний вік | Постпрацездатний вік |
| -------- | ------- | ------------------ | ---------------- | -------------------- |
| Чоловіки | 67      | 10                 | 51               | 6                    |
| Жінки    | 71      | 8                  | 49               | 14                   |
| Разом    | 138     | 18                 | 100              | 20                   |